# Collection (album, Mike Oldfield)
Collection je jedenácté výběrové album britského multiinstrumentalisty Mika Oldfielda. Bylo vydáno na jaře 2002 (viz 2002 v hudbě) a v britském žebříčku prodejnosti hudebních alb se neumístilo.
Další „klasickou“ kompilaci vydal Oldfield po pětileté přestávce (album „The Best of Tubular Bells“ není zcela běžné výběrové album). Deska s jednoduchým názvem Collection obsahuje dva disky, na kterých se nalézá výběr známých hitů Mika Oldfielda. Na prvním CD se nachází výhradně zpívané písničky (vyjma dvou instrumentálních skladeb). Druhé CD potom obsahuje právě kratší instrumentálky či výňatky z dlouhých kompozic (např. z Tubular Bells).

## Skladby

### Disk 1
1. „Moonlight Shadow“ (Oldfield) – 3:36
2. „To France“ (Oldfield) – 4:43
3. „Five Miles Out“ (Oldfield) – 4:15
4. „Shadow on the Wall (Extended Version)“ (Oldfield) – 5:18
5. „Forreign Affair“ (Oldfield/Oldfield, Reillyová) – 3:55
6. „Sentinel (Single Restructure)“ (Oldfield) – 3:56
7. „Family Man“ (Oldfield) – 3:46
8. „Heaven's Open“ (Oldfield) – 4:26
9. „Pictures in the Dark“ (Oldfield) – 4:20
10. „Innocent“ (Oldfield) – 3:30
11. „Islands“ (Oldfield) – 4:18
12. „Incantations (Excerpt from Part Four)“ (Oldfield/Jonson) – 4:38

### Disk 2
1. „Tubular Bells (Opening Theme)“ (Oldfield) – 4:17
2. „Étude (Single Version)“ (Tárrega, úprava Oldfield) – 3:06
3. „Ommadawn (Excerpt)“ (Oldfield) – 3:39
4. „In Dulci Jubilo“ (Pearsall, úprava Oldfield) – 2:51
5. „Good News“ (Oldfield/Oldfield, Reillyová) – 1:45
6. „Pran's Theme (Part 1 & 2)“ (Oldfield) – 2:31
7. „Pran's Departure“ (Oldfield) – 2:07
8. „Hergest Ridge (Part One)“ (Oldfield) – 21:28
9. „Portsmouth“ (Oldfield) – 2:00